# Festuca macrophylla
Festuca macrophylla är en gräsart som beskrevs av Ferdinand von Hochstetter och Achille Richard. Festuca macrophylla ingår i släktet svinglar, och familjen gräs.
Artens utbredningsområde är Etiopien. Inga underarter finns listade i Catalogue of Life.